# 被动式节能屋

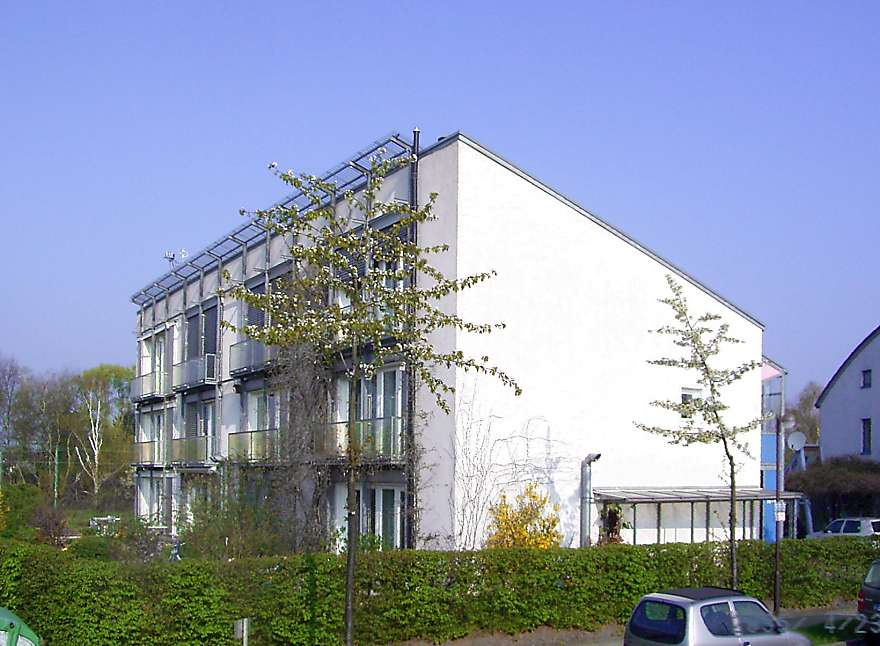
一幢位于德国达姆施塔特的最早的一批被动式房屋

被動式房屋（德語：Passivhaus）源自於德國，德語中「Passivhaus」字面上所傳達的意義可以拆解為Passive house 或 building，其中Passive是被動的意思，Haus指的就是房子亦或建築物。當我們聽到「被動的房子」，我們有時會解釋為一個完全沒有冷氣和暖氣的房子，平時只依賴建築外殼做遮陽和斷熱，而在冬天只仰賴太陽的輻射熱，當然以上的聯想是很接近的。不同於舊觀念的「被動式太陽房」和「被動式太陽能房」，也非市面上一般所定義的「節能屋」，「被動式房屋」在國際上所定義的健康和舒適的居住環境，會將室內二氧化碳維持在1000ppm以下，而且減少室內結露所造成的黑黴菌發生; 以室內舒適溫度來說，夏天維持在25度以下，在冬天則維持在20度以上，並且避免冷風的出現。和當地傳統建築物比起來，不僅舒適而且達到極高的能源節約。被动式房屋不仅适用于住宅，还适用于办公建筑、学校、幼儿园、超市等，目前適用於全世界80%以上的地區。然而近來卻遭質疑不適用於溫熱、潮濕及空氣污染區域，相反地，在溫暖和潮濕的地區，只依賴純自然通風、或誘導式通風和夜間冷卻都難以解決室內潮濕結露和發霉的問題，空氣較差及高落塵區域則需要考慮空氣過濾問題，甚至在都會區還有噪音和竊盜的問題，所以應該思索如何透過被動式房屋的機械通風與部分自然通風的Mixed Mode來解決問題。
截至目前，全世界共有1万5千到2万栋被动式节能屋，主要分布在德语系国家或斯堪的纳维亚地区。2012年起，國際被動式房屋技術陸續在亞洲區持續發酵，2014年台灣已有獨家專業技術公司導入台灣的市場，並針對台灣的氣候做在地化的調整，2016年完成第一個EnerPHit項目，2017年開始推廣至獨棟住宅和大型集合住宅使用。

## 歷史
被动式房屋的概念最早源于瑞典隆德大学的Bo Adamson教授和德国被动式房屋研究所的Wolfgang Feist博士在1988年5月的一次讨论。通过一系列的研究和德国黑森州政府的资助，被动式房屋的概念逐步确立起来。
1990年最早的一批被动式房屋在德国达姆施塔特建成。1996年被动式房屋研究所在达姆施塔特成立，致力于推广和规范动式房屋的标准。此后有越来越多的被動式房屋落成。